# Karolina Rosińska
Karolina Rosińska (ur. 2 czerwca 1974 w Piotrkowie Trybunalskim) – polska aktorka.

## Kariera zawodowa
Zagrała tytułową rolę w filmie Marka Piwowskiego Uprowadzenie Agaty (1993). W tym samym roku zagrała w polsko-norweskim filmie pt. Kolos oraz w produkcji Jerzego Łukaszewicza Łowca. Ostatnie starcie. Rok później pojawiła się w filmie Śmierć w płytkiej wodzie i w 1995 wyjechała do USA, aby pracować jako modelka i studiować aktorstwo w Stella Adleer School w Los Angeles. W 1997 zagrała w polsko-francuskim filmie Królowa złodziei. Publiczność zwróciła ponownie na nią uwagę po komedii Olafa Lubaszenki Poranek kojota.
Mieszkała w Los Angeles. W 2009 wróciła do Polski i zamieszkała w Warszawie razem z dziećmi. Następnie powróciła do Los Angeles.

## Filmografia
- 1993: 20 lat później jako dziewczyna w sklepie jubilerskim (nie wymieniona w czołówce)
- 1993: Kolos (Koloss) jako Liv
- 1993: Uprowadzenie Agaty jako Agata
- 1993: Łowca. Ostatnie starcie jako Paula
- 1994: Śmierć w płytkiej wodzie (Halál sekély vízben/Tod im seichten Wasser) jako Esther
- 1997: Królowa złodziei (Marion du Faouët – chef de voleurs) jako Jeanne
- 2000: Skarb sekretarza jako Agnieszka
- 2000: Bajland jako Katarzyna
- 2001: Poranek kojota jako Noemi
- 2010: Pierwsza miłość jako weterynarz Lena Michalska, opatrująca Pawła Krzyżanowskiego
- 2015: Klan jako Małgorzata, sekretarka Agnieszki Lubicz
- 2016: Na dobre i na złe jako Kasia, mama Kamila (odc. 626)
- 2016: Ojciec Mateusz jako żona Piotra (odc. 212)
- 2017: M jak miłość jako opiekunka (odc. 1306, 1315)